# Виганавско језеро
Виганавско (блр. Выганаўскае возера; рус. Вы́гоновское озеро) или Виганашчанско језеро (блр. Выганашчанскае возера; рус. Выгонощанское озеро) налази се у Ивацевичком рејону Брестске области у Републици Белорусији. Највеће је језеро по површини у Брестској области.
Језеро се налази у источном делу рејона на око 37 км од града Ивацевича и на око 17 км од варошице Цељахани. Смештено је на развођу између сливних подручја река Шчара (део слива реке Њемен) и Јасељда (део слива реке Дњепар). Кроз језеро је у периоду 1767—1783. саграђен Агински канал који повезује ова два слива.
Од 1968. површина језера и део његовог басена под заштитом је државе као парк природе, а само језеро налази се под управом националног парка Бјаловешка шума.
Површина језера је у просеку око 26 км² док басен заузима територију површине 87,1 км². Укупна дужина обалске линије је 21 км, максимална дубина до 2,3 м (у просеку око1,2 м). Површина језера налази се на надморској висини од 153 метра.
Језерско дно је доста равно и муљевито, док су обале ниске и замочварене. Рибљи фонд језера чине штука, смуђ, гргеч, деверика, лињак, црвенперка. Језеро настањује око 106 врста фитопланктона.